# Bezaumont
Bezaumont település Franciaországban, Meurthe-et-Moselle megyében. Lakosainak száma 259 fő (2022. január 1.). Bezaumont Autreville-sur-Moselle, Dieulouard, Loisy, Sainte-Geneviève és Ville-au-Val községekkel határos.

## Népesség
A település népességének változása:
| Lakosok száma | 192  | 232  | 225  | 255  | 243  | 251  | 263  | 259  | 262  | 259  |
|               | 1968 | 1982 | 1990 | 2006 | 2013 | 2015 | 2017 | 2019 | 2020 | 2022 |